# Cyperus tetragonus
Cyperus tetragonus là loài thực vật có hoa trong họ Cói. Loài này được Elliott mô tả khoa học đầu tiên năm 1816.